# Kurpark Malente

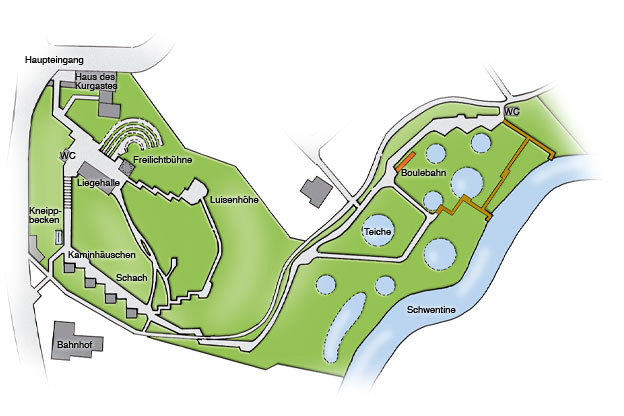
Schematischer Plan der Anlage

Der Kurpark Malente wurde 1962 auf einer Fläche von 5,6 Hektar auf dem Brahmberg und der benachbarten Schwentinewiese in Malentes Zentrum erbaut. Gestaltet wurde der Kurpark vom Hamburger Gartenarchitekten Karl Plomin und dem Ostholsteiner Architekten Peter Arp. Es entstand eine Kombination aus moderner Architektur und gezielter Bepflanzung. Der Kurpark Malente zeichnet sich vor allem dadurch aus, dass er nicht wie andere Gärten Plomins überformt wurde, sondern im Original erhalten ist. Somit ist die besondere Pflanzenverwendung und die prägnante gärtnerische Gestaltung Plomins im Kurpark erlebbar.

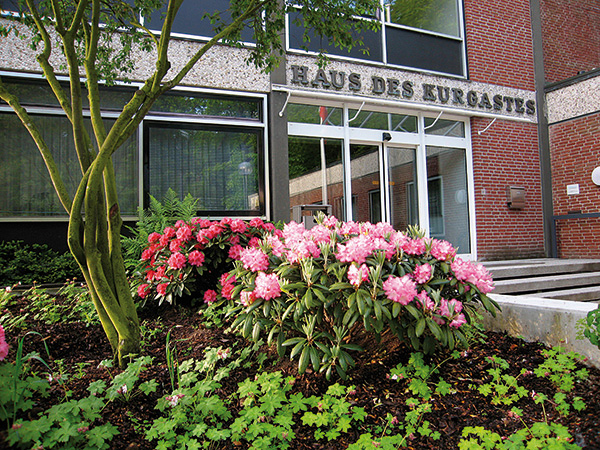
Eingang Kurhaus

## Freizeiteinrichtungen
Im Kurpark finden regelmäßig Veranstaltungen statt, wozu vor allem das Haus des Kurgastes, das Freilichttheater mit 600 Plätzen, die Musikmuschel und die Liegehalle genutzt werden.
Außerdem befinden sich im Kurpark Schachfelder, ein Kneippbecken, eine Boule-Bahn sowie Kaminhäuschen. Weiterhin erfolgen Führungen durch den Kurpark.

## Geschichte
1955 wurde Malente zum Kneippheilbad ernannt und musste für die Anerkennung einen Kurpark vorweisen. Der zentral gelegene Brahmberg, der schon seit Jahrzehnten als Erholungsort beliebt war, wurde mit der angrenzenden Müllerwiese (Schwentinewiese) als idealer Standort dafür ausgewählt.
Der Gartenarchitekt Karl Plomin (bekannt durch die erste Bundesgartenschau 1951 in Hannover, Internationale Gartenschau Planten un Blomen in Hamburg 1953) erhielt 1958 von der Gemeinde den Auftrag, den Kurpark zu planen.
In den Jahren 1962 bis 1964 wurden auf der Schwentinewiese acht kreisrunde Teiche angelegt und ein Holzsteg über die Feuchtwiese errichtet. Sumpfzypressen, Judasblattbäume und Flügelnussbäume wurden als prägende Gehölze gepflanzt. An der Wiesenpromenade entstanden drei Sonnenterrassen, die von üppigen Staudenflächen umgeben sind. Hier zeigte sich Plomins Kunst, mit großer Pflanzenkenntnis standortgerechte, farbenfrohe Gehölz- und Staudenstrukturen zu schaffen.
In den Folgejahren 1964 bis 1969 wurde der Brahmberg gestaltet. Zusammen mit dem bereits renommierten Architekten Peter Arp wurden die Hochbauten der Liegehalle, Musikpavillon und Haus des Kurgastes scheinbar schwebend in das hügelige Gelände integriert. Dabei wurden besonders die mehrstämmigen Buchen in das Konzept mit einbezogen. 1969 wurde als letzte Baumaßnahme das Haus des Kurgastes eingeweiht.
Auf dem Brahmberggelände verwirklichte Karl Plomin seine Idealvorstellung der Pflanzenkombination unter den vorhandenen Buchen und Eichen. 2500 Rhododendren wurden neben Magnolien und Blumenhartriegeln gepflanzt. Ergänzt wurden die Gehölze mit Waldstauden und verwildernden Zwiebelgewächsen.
Der 5,6 ha große Kurpark, der nach der Fertigstellung als einer der schönsten Parks Norddeutschlands gerühmt wurde, erlitt 1986 einen gravierenden Verlust: 25 der mehrstämmigen Buchengruppen im Bereich des Brahmberges und des benachbarten Steinbusches mussten zur Verkehrssicherheit gefällt werden und wurden durch schnell wachsende Ahorne und Amerikanische Eichen ersetzt. Dadurch veränderte sich die Atmosphäre des Kurparks erheblich. Nach dem Abriss der maroden Holzstege und dem Absterben der großen Bambusbestände im Wiesenbereich und dem schleichenden Verfall der Hochbauten erreichte der Kurpark Ende des zweiten Jahrtausends seinen Tiefpunkt.

## Sanierung
Durch die Initiative von Gartendenkmalpflegern und engagierten Malenter Bürgern wurde seit 2003 verstärkt auf den Wert des Kurparks hingewiesen.
Ab 2006 wurden umfangreiche Sanierung und Maßnahmen zur Attraktivitätssteigerung durchgeführt, nachdem vom Landschaftsarchitekturbüro Siller ein umfangreiches konzeptionelles Gutachten erstellt worden war. Die Kieler Architekten Krug & Schwinghammer betreuten die Sanierung der Hochbauten.
Am 26. April 2008 wurde der Kurpark offiziell wiedereröffnet.
Für die Sanierung der zerfallenen Steganlagen in der Schwentinewiese werden Spenden gesammelt.
Initiator dafür sind die Freunde des Kurparks Malente e. V.

Schwentinewiese
Schildblatt
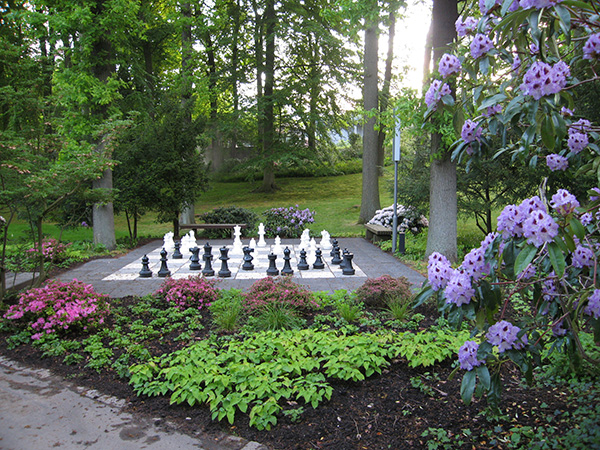
Schachspiel
Boulebahn
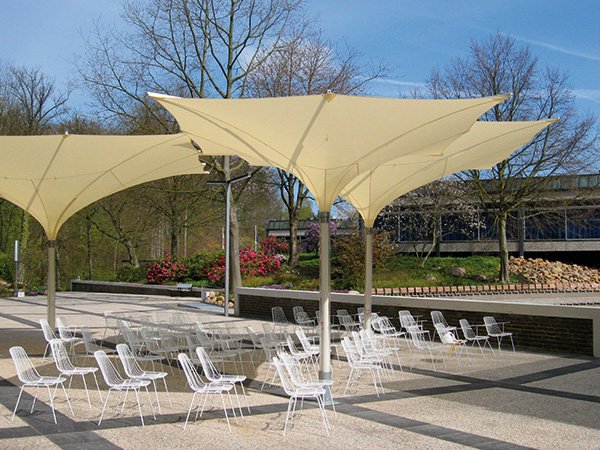
Festplatz